# Hydra Spyder
Hydra Spyder är ett sportbil med amfibiska egenskaper. Fordonet tillverkas av det amerikanska företaget Cool Amphibious Manufacturers International.